# کاساس جئو
کاساس جئو (انگلیسی: Casas GEO) شرکت ساخت‌وساز مکزیکی است، که در سال ۱۹۹۰ تأسیس شد.